# Pitkjaranta
Pitkjaranta (cirill betűkkel Питкяра́нта, finnül Pitkäranta, karjalai nyelven Pitkyrandu) város Oroszországban, Karéliában.

## Története
A várost a 19. században alapították, ekkor még tóparti kikötőhelynek számított. 1918 és 1940 között Finnország része volt.

## Népesség
Az orosz ajkú lakosság a második világháború után költözött ide, miután a finneket kitelepítették.
- 2002-ben 13 347 lakosa volt, akik főleg oroszok.
- 2010-ben 11 429 lakosa volt, melynek 79,2%- orosz, 7,3%-a karjalai, 5,4%-a fehérorosz, 2,1%-a ukrán, 1,9%-a finn, 1,2%-a tatár.

## Külső hivatkozások
- Honlap (oroszul)

1. ↑  https://rosstat.gov.ru/compendium/document/13282 (orosz nyelven). Orosz Szövetségi Állami Statisztikai Hivatal, 2023. július 31.